# Петров Роман Арестович
Петров Роман Арестович — завідувач кафедри міжнародного права і спеціальних правових наук Національного університету «Києво-Могилянська академія», доктор юридичних наук.

## Освіта
Донецький національний університет — 1991—1996 рр., ступінь: спеціаліст (правознавство); Даремський університет (Велика Британія) — 1997—1998 рр., ступінь: магістр міжнародного та європейського права (LL.M. in International and European Legal Studies).
Інститут економіко-правових досліджень НАН України — 1997—2000 рр., ступінь: кандидат юридичних наук (господарське право).
Коледж королеви Марії Лондонського університету (Велика Британія) — 2001—2005, ступінь: доктор філософії (Ph.D) (відзнака міжнародного конкурсу докторських робіт 2005 р.).
Європейський університет (European University Institute) (Італія) — 2006—2008, ступінь: післядокторська освіта.
Інститут законодавства Верховної Ради України — 2014 р., ступінь: доктор юридичних наук (міжнародне право).

## Дитинство
Роман народився 1973 року. Він виріс на донеччині в сім'ї шахтарів. В нього є молодший брат.

## Сім'я
Роман Арестович одружився в 2000 році. Зараз має двох хлопців і одну дівчинку

## Професійний досвід
- директор НГО «Молодіжний Центр правових досліджень» 1994—1996 рр.;
- ст. викладач/доцент кафедри конституційного і міжнародного права Донецького національного університету 1996—2006 рр.;
- заступник декана економіко-правового факультету Донецького національного університету з міжнародних відносин 1997—2009 рр.;
- професор кафедри конституційного і міжнародного права Донецького національного університету 2006—2009 рр.;
- президент ВГО «Українська асоціація європейських студій» з 2006 р. — дотепер;
- керівник кафедри ім. Жана Моне з права ЄС НаУКМА з 2010 р. — дотепер;
- голова Центру ім. Жана Моне з європейських студій НаУКМА з 2011 р. — дотепер;
- член науково-експертної ради Комітету європейської інтеграції Верховної Ради України з 2012 р. — дотепер;
- доцент кафедри галузевих правових дисциплін Національного університету «Києво-Могилянська Академія» (НаУКМА) з 2009—2014 рр.;
- завідувач кафедри міжнародного права і спеціальних правових наук НаУКМА з 31.08.2015 р.
- професор кафедри галузевих правових дисциплін Національного університету «Києво-Могилянська Академія» (НаУКМА) з 2014 р. — дотепер;

## Науковий досвід/відзнаки
- стипендіат Президента України за високі наукові досягнення — 1995—1996 рр.;
- переможець національного раунду змагання з міжнародного права ім. Джесапа (P. Jessup International Law Moot Court Competition) — 1996 р.;
- стипендіат програми уряду Нідерландів для навчання в Гаагській академії міжнародного права — 1996 р.;
- стипендіат програми Ради Європи для навчання в академії європейського права у Флоренції (Італія) — 1997 р.;
- стипендіат програми Британського уряду «British Government Chevening Scholarship» — 1997—1998 рр.;
- науковий дослідник в Інституті Т. Асера (Нідерланди) — 2001 р.;
- переможець конкурсу «молодий вчений року» в Донецькій області — 2005 р.;
- науковий дослідник (Max Weber postdoctoral fellow) в Європейському університеті (Італія) — 2006—2008 рр.;
- науковий дослідник в Інституті європейського і порівняльного права Оксфордського університету (Велика Британія) — 2009 р.;
- науковий дослідник Програми Олександра фон Гумбольта в Гейдельберзькому університеті (Німеччина) — 2010—2012 рр.;
- науковий дослідник в Європейському інституті університету Генту (Бельгія) — 2013 р.

Доктор філософії (Велика Британія).
Більше 70 наукових праць, в тому числі англійською мовою.
З вересня 2015 року очолює кафедру міжнародного права і спеціальних правових наук Національного університету «Києво-Могилянська академія».